# Serapista rhodesiana
Serapista rhodesiana är en biart som beskrevs av Mavromoustakis 1940. Serapista rhodesiana ingår i släktet Serapista och familjen buksamlarbin. Inga underarter finns listade i Catalogue of Life.